# Loksa
Loksa je estonské město a samosprávná jednotka estonského kraje Harjumaa, ležící při ústí řeky Valgejõgi do Harského zálivu Baltského moře. Město je známo hlavně svými loděnicemi.